# Marcus Aemilius Lepidus (consul in 158 v.Chr.)
Marcus Aemilius M' F. M' N. Lepidus was vermoedelijk de zoon van Manius Aemilius Lepidus en niet van Marcus Aemilius Lepidus (consul in 187 en 175 v.Chr.), zoals Drumann voorstelt. Hij wordt enkel door Plinius Maior (XXXIV 6.) en de Fasti Capitolini vermeld. Hij was consul in 158 v.Chr.

## Referentie
- W. Smith, art. Lepidus (7), in W. Smith (ed.), A dictionary of Greek and Roman biography and mythology, II, Londen, 1870, p. 763-764.

## Noot
1. ↑  Marcus Aemilius Lepidus, zoon van Manius, kleinzoon van Manius.